# Fyrk

Fyrk, König Sigismund III. Wasa, 1596

Fyrk war ursprünglich eine Münze, im Wert von einer Viertel Öre, und später eine Einheit für die Zählung von Stimmrechten in der Kommunalwahl in Schweden.

## Münze
Die Münze wurde ab 1575 in Silber geprägt. Ihr Gewicht betrug circa 1 g und der Silbergehalt lag bei etwa 10 %. Ab 1624 wurde sie als Kupfermünze ausgeprägt, in den ersten beiden Jahren auch in Form einer Klippe. Das Gewicht der Kupfermünzen betrug zunächst 7,1 g, ab 1633 und bis 1660, dem letzten Jahr der Prägung, 10,6 g. Prägestätten waren Säter, Nyköping und Arboga. Fyrk-Münzen wurden im 18. Jahrhundert auch in Dänemark und Pommern geprägt.

## Stimmrecht

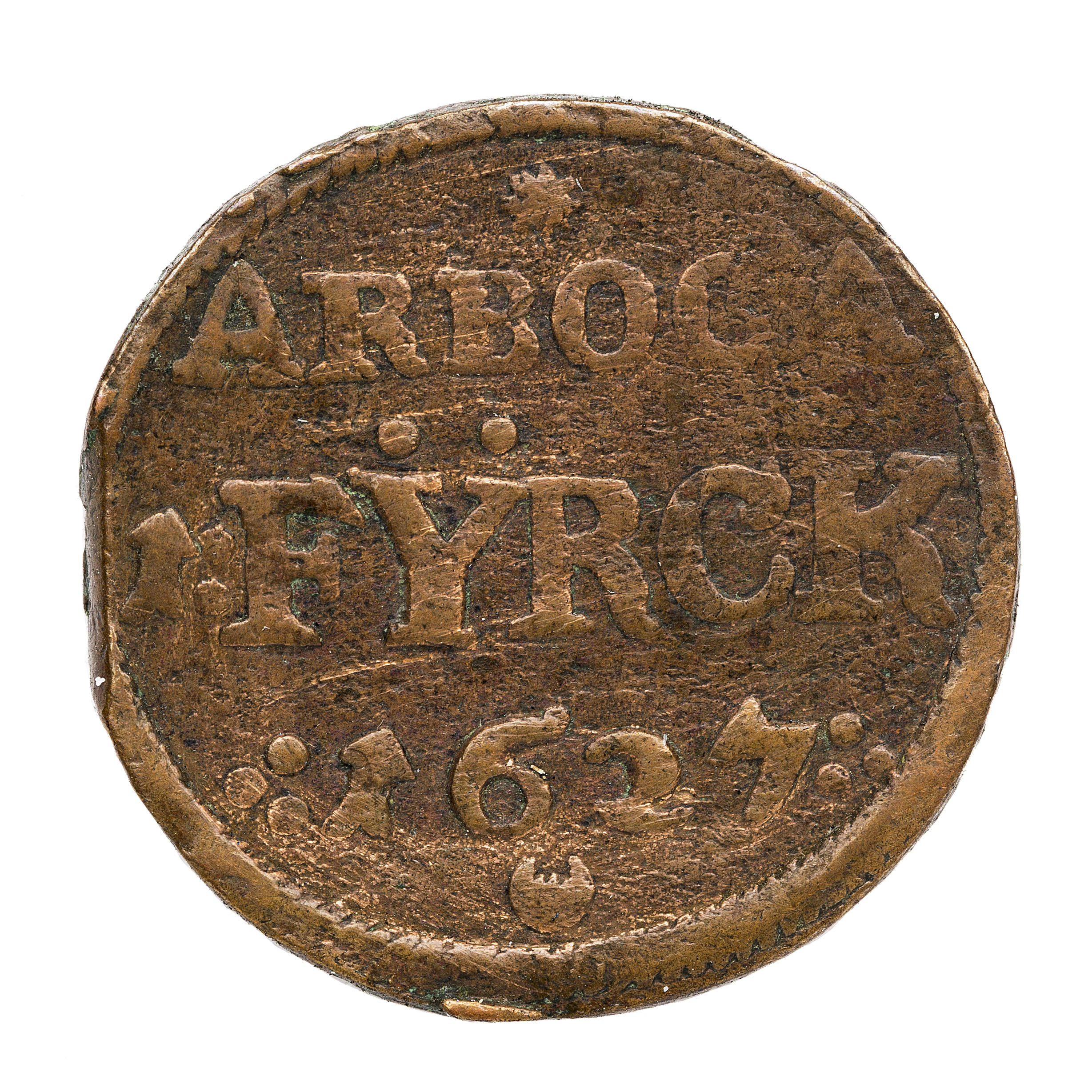
Kupferfyrk aus Arboga (1627)

Nach der Schwedischen Gemeindereform von 1862 wurde der Fyrk als Einheit für die Zählung von Stimmrechten in der Kommunalwahl eingeführt. Sie war von 1863 bis 1909 in Gebrauch. Stimmrechte wurden dabei nach Einkommen und Besitz gewertet, in fyrkar (Mehrzahl von fyrk) gezählt und in der fyrktalslängd („Fyrkzahl-Liste“) der jeweiligen Gemeinde dokumentiert.

## Name
Das ursprünglich als fyr(c), für(c)k, fÿrick firigh und in weiteren ähnlichen Schreibungen belegte schwedische Wort geht auf Niederdeutsch Vierken „Viertelchen“ zurück (genauer die Verkleinerungsform Mittelniederdeutsch vêreken „Vierchen“ des Wortstamms vêr „Vier“), das eine übliche Münzeinheit bezeichnete.
Der Name wurde im Schwedischen auch noch nach dem Außerkurssetzen der Münze als Begriff für geringwertige Geldstücke verwendet, vergleichbar mit dem deutschen Heller oder Pfennig. Der vägfyrk („Straßen-Fyrk“) war eine Einheit für die Straßensteuer in Schweden bis 1937.
Das schwedische Wort fyrk lebt als Bezeichnung für „Geld“ im heutigen finnlandschwedischen Slang weiter. Der finnische Slangausdruck fyrkka in derselben Bedeutung ist eine Entlehnung des finnlandschwedischen Ausdrucks.